# Ferdinand Kronawetter
Ferdinand Kronawetter (26. února 1838 Vídeň – 30. ledna 1913 Pottschach) byl rakousko-uherský, respektive předlitavský (rakouský) levicově liberální politik, poslanec Dolnorakouského zemského sněmu a Říšské rady.

## Biografie
Vystudoval práva na Vídeňské univerzitě, kde roku 1862 získal titul doktora práv. Nastoupil jako úředník na vídeňský magistrát, kde působil až do roku 1902, kdy zde zastával funkci magistrátního rady. Jako komunální úředník se zasloužil o řešení otázky zásobování hlavního města vodou, o nalezení pozemků pro Ústřední vídeňský hřbitov nebo o reformu obecních dávek.
Dlouhodobě byl politicky aktivní, vystupoval jako spíše individualistický politik a postupně prošel několika menšinovými politickými proudy a stranami. Roku 1873 založil ve vídeňské čtvrti Josefstadt politický spolek. Za něj se ve volbách roku 1873 stal poslancem Říšské rady (celostátní zákonodárný sbor), kde zastupoval městskou kurii, obvod Vídeň, VIII. okres. Díky svému řečnickému umění a energickému vystupování se stal výrazným parlamentním politikem. Po roce 1873 působil v parlamentu jako zástupce demokratické frakce na Říšské radě. Vystupoval proti německým liberálům Náležel do skupiny, ze které se později vyvinula Křesťansko-sociální strana. Později se ale vyhranil proti křesťansko-sociálnímu předákovi Karlu Luegerovi a politicky se inspiroval spíše myšlenkami revoluce z roku 1848.
Ve volbách roku 1879 obhájil výraznou většinou svůj poslanecký mandát, opět v VIII. vídeňském okresu. Rezignaci na poslanecké křeslo oznámil na schůzi 5. prosince 1882. Rezignaci podal z morálních důvodů. 9. listopadu neuspěl v doplňovací volbě a dočasně se ocitl mimo parlamentní půdu. V říjnu 1879 je zmiňován na Říšské radě coby člen mladoněmeckého Klubu sjednocené Pokrokové strany (Club der vereinigten Fortschrittspartei). Z tohoto klubu byl ale vyloučen v listopadu 1880 kvůli svým veřejným útokům na jiné členy klubu.
Opětovně byl zvolen ve volbách roku 1885. V této době projevoval sympatie dělnickému hnutí a společně s Engelbertem Pernerstorferem se na Říšské radě profilovali jako obhájci zájmů dělnictva. Formálně ale nevstoupil do Sociálně demokratické strany Rakouska. Byl zastáncem všeobecného volebního práva, které považoval za prostředek rozbití výsadního postavení německorakouských liberálů. Podal v tomto smyslu neúspěšně návrh na Říšské radě již roku 1879 a následujícího roku podpořil podobnou iniciativu Georga von Schönerera. Zároveň byl odpůrcem stavovských privilegií a zastáncem práva na sebeurčení (kritizoval Berlínský kongres). Profiloval se nyní jako antiklerikál a odpůrce antisemitského proudu rakouské politiky. V roce 1890 se uvádí jako poslanec bez klubové příslušnosti.
Ve volbách roku 1891 nebyl zvolen, když ho porazil křesťansko sociálně orientovaný Aloys von Liechtenstein. Kronawetter ovšem uspěl v doplňovacích volbách a nastoupil do parlamentu 5. listopadu 1892 místo Eduarda Herbsta. Zvolen byl nyní za městskou kurii v I. vídeňském okresu. Ve volbách získal podporu liberálních kruhů. Od roku 1897 na Říšské radě zasedal v menší politické formaci liberálně reformního ražení Sociálně politická strana. Poslancem Říšské rady se opět stal za I. vídeňský okres ve volbách roku 1897. Ve vídeňském parlamentu setrval do konce funkčního období, tedy do roku 1901. V roce 1901 se vzdal případné další kandidatury.
V období let 1896–1902 působil i jako poslanec Dolnorakouského zemského sněmu, kde zastupoval Sociálně politickou stranu.